# Michael Schulz
Pour les articles homonymes, voir Schulz.
Ne doit pas être confondu avec Michael Schultz.
Michael Schulz est un footballeur allemand né le 3 septembre 1961 à Hitzacker.

## Carrière
- 1987-1989 : FC Kaiserslautern  Allemagne
- 1989-1994 : Borussia Dortmund  Allemagne
- 1994-1997 : Werder Brême  Allemagne